# Lucio Licinio Murena (pretor 88 a. C.)
Lucio Licinio Murena (en latín, Lucius Licinius Murena; fl. 83 a. C.-81 a. C.) fue un político y militar romano, comandante de las tropas romanas en la segunda guerra mitridática.

## Biografía
Al final de la primera guerra mitridática permaneció en la provincia de Asia al mando de dos legiones, que anteriormente habían sido controladas por Cayo Flavio Fimbria. Lucio Cornelio Sila dejó a Mitrídates VI el control de su reino del Ponto, pero Murena realizó un ataque preventivo contra él, alegando que se estaba rearmando; esta invasión del Ponto desembocó en la segunda guerra mitridática. Cuando Mitrídates lo derrotó en el 81 a. C., decidió que lo prudente era obedecer las órdenes de Sila y dejar solo a Mitrídates. 
Tuvo un hijo: Lucio Licinio Murena, cónsul en 62 a. C..